# Gubernia wołogodzka
Gubernia wołogodzka (ros. Вологодская губерния) – jednostka administracyjna Imperium Rosyjskiego i RFSRR w północnej Rosji Europejskiej, utworzona ukazem Katarzyny II w 1780 jako namiestnictwo wołogodzkie, od 1796 ukazem Pawła I przekształcone w gubernię. Stolicą guberni była Wołogda. Zlikwidowana w 1929.
Gubernia była położona pomiędzy 64°45′ a 58°30′ szerokości geograficznej północnej i 60°0′ a 38°30′ długości geograficznej wschodniej. Graniczyła od północy z gubernią archangielską, na wschodzie z gubernią tobolską (od której oddzielał ją grzbiet Uralu), na południu z gubernią jarosławską, kostromską, wiacką i permską, na zachodzie z gubernią nowogrodzką, na północnym zachodzie z gubernią ołoniecką.
Powierzchnia guberni w 1897 wynosiła 402 112 km², gubernia w początkach XX wieku była podzielona na 10 ujezdów.

## Demografia
Ludność, według spisu powszechnego 1897 – 1 493 200 osób – Rosjan (91,2%) i Komiaków (8,6%).

### Ludność w ujezdach według deklarowanego języka ojczystego 1897[1]
| Ujezd           | Rosjanie | Komiacy |
| --------------- | -------- | ------- |
| Gubernia ogółem | 91,2%    | 8,6%    |
| Ustiużski       | 99,8%    | …       |
| Wielski         | 99,9%    | …       |
| Wołogodzki      | 99,4%    | …       |
| Griazowiecki    | 99,9%    | …       |
| Kadnikowski     | 99,4%    | …       |
| Nikolski        | 99,9%    | …       |
| Solwyczegodski  | 99,9%    | …       |
| Totemski        | 99,9%    | …       |
| Ust-Sysolski    | 7,6%     | 92,3%   |
| Jareński        | 30,9%    | 68,9%   |

Gubernia została zlikwidowana postanowieniem WCIK 14 stycznia 1929.